# جتژخوویتسه
جتژخوویتسه (به لهستانی: Dzietrzychowice}} یک روستا در لهستان است که در گمینا ژاگانگ واقع شده‌است. جتژخوویتسه ۸۰۰ نفر جمعیت دارد.